# 管棆
管棆（1663年—1723年），字據梧，又字青村。江蘇省常州府武進縣人，清朝政治人物、詩人。

## 生平
生卒年均不詳。曾祖是明末大臣管绍宁，与邵长蘅有血緣關係，約清康熙年間人。管滋琪将管棆过继给無子嗣的杨大鲲。康熙二十三年，杨大鲲卒，管棆守孝三年。服除，袭杨大鲲军功，康熙二十六年（1687年），授江西餘幹縣，康熙三十一年（1692年）春罢官还乡。康熙三十二年（1693年），起任貴州普安縣知縣。歷官雲南姚州知州。康熙五十六年（1717年）任雲南師宗州知州，作〈索夫謠〉記述當地因滇黔軍事而強行拉夫。擢工部员外郎，刑部郎中。工於詩，先學陸游，後學杜甫，与王式丹、宫鸿历、蒋廷锡等並稱江左十五子。

## 著作
- 《據梧詩集》十五卷
- 纂修康熙《姚州志》四卷
- 纂修康熙《師宗州志》二卷